# Papilio tydeus
Papilio tydeus là một loài bướm thuộc họ Bướm phượng (Papilionidae). 
Loài Papilio tydeus được mô tả năm 1860 bởi C. et R. Felder. Loài bướm Papilio tydeus sinh sống ở Moluccas.

## Phân loài
- Papilio tydeus tydeus (Bachan, Ternate, Halmahera, Morotai)
- Papilio tydeus obiensis Rothschild, 1898 (Obi)

## Hình ảnh

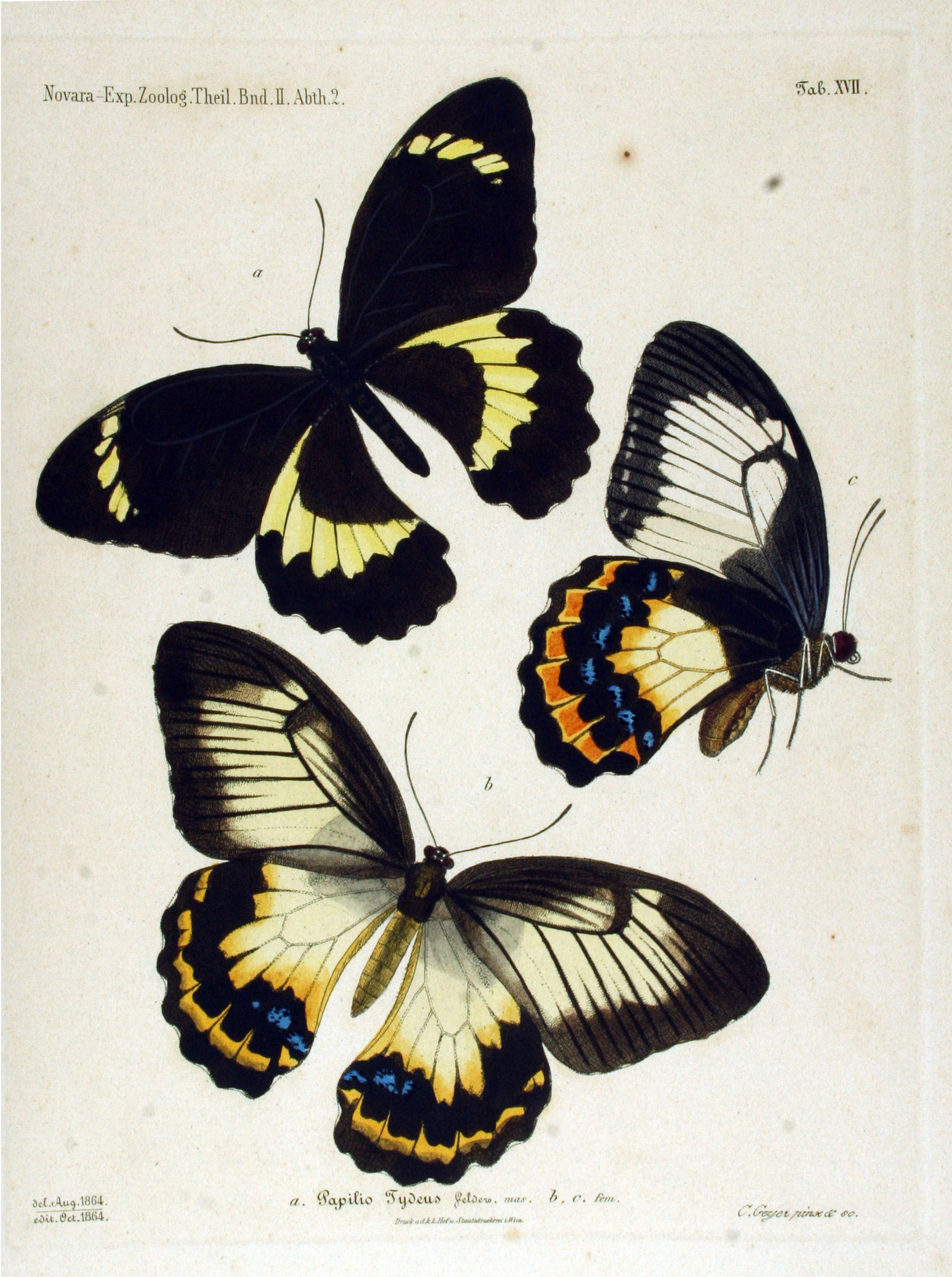
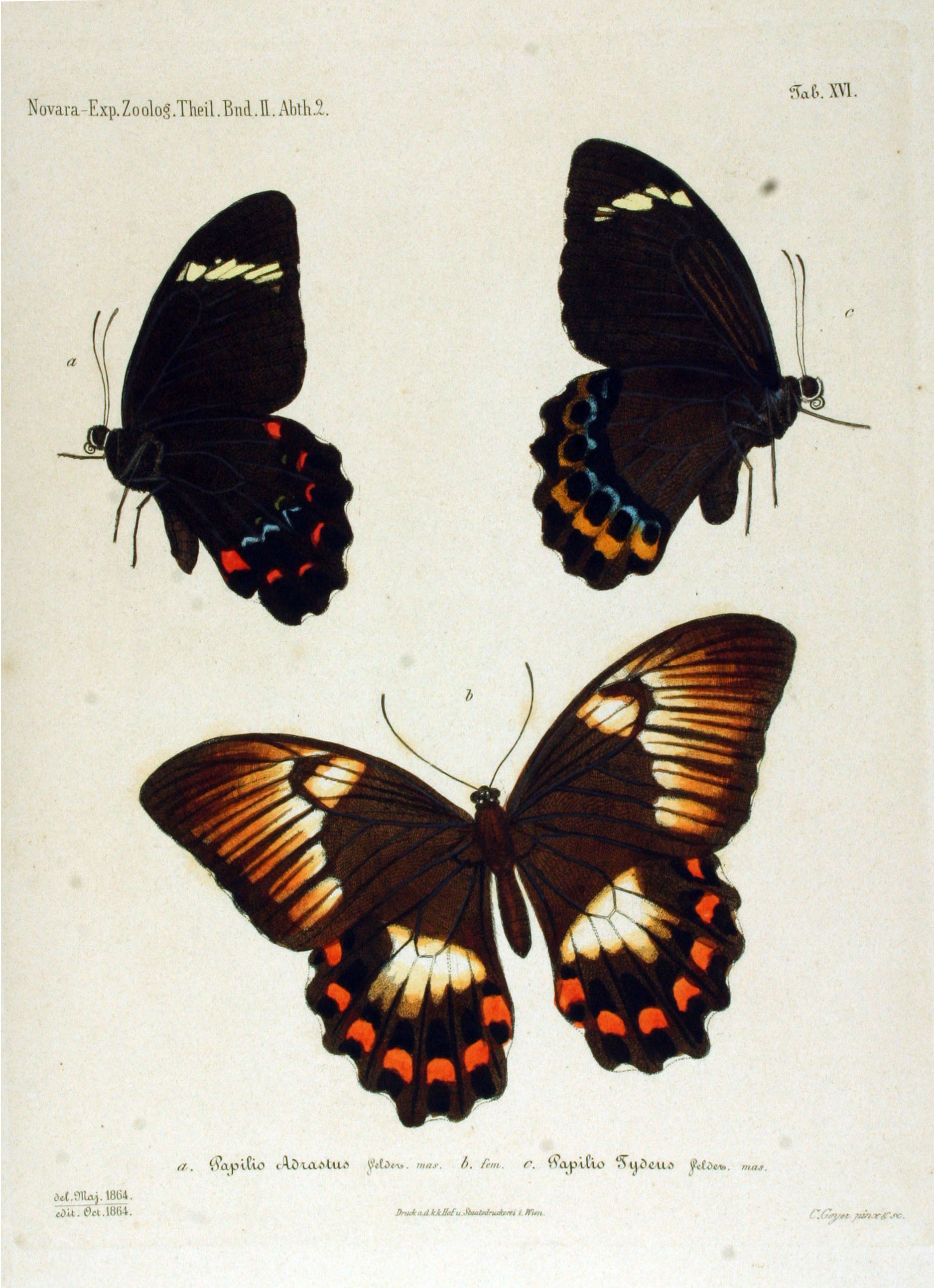
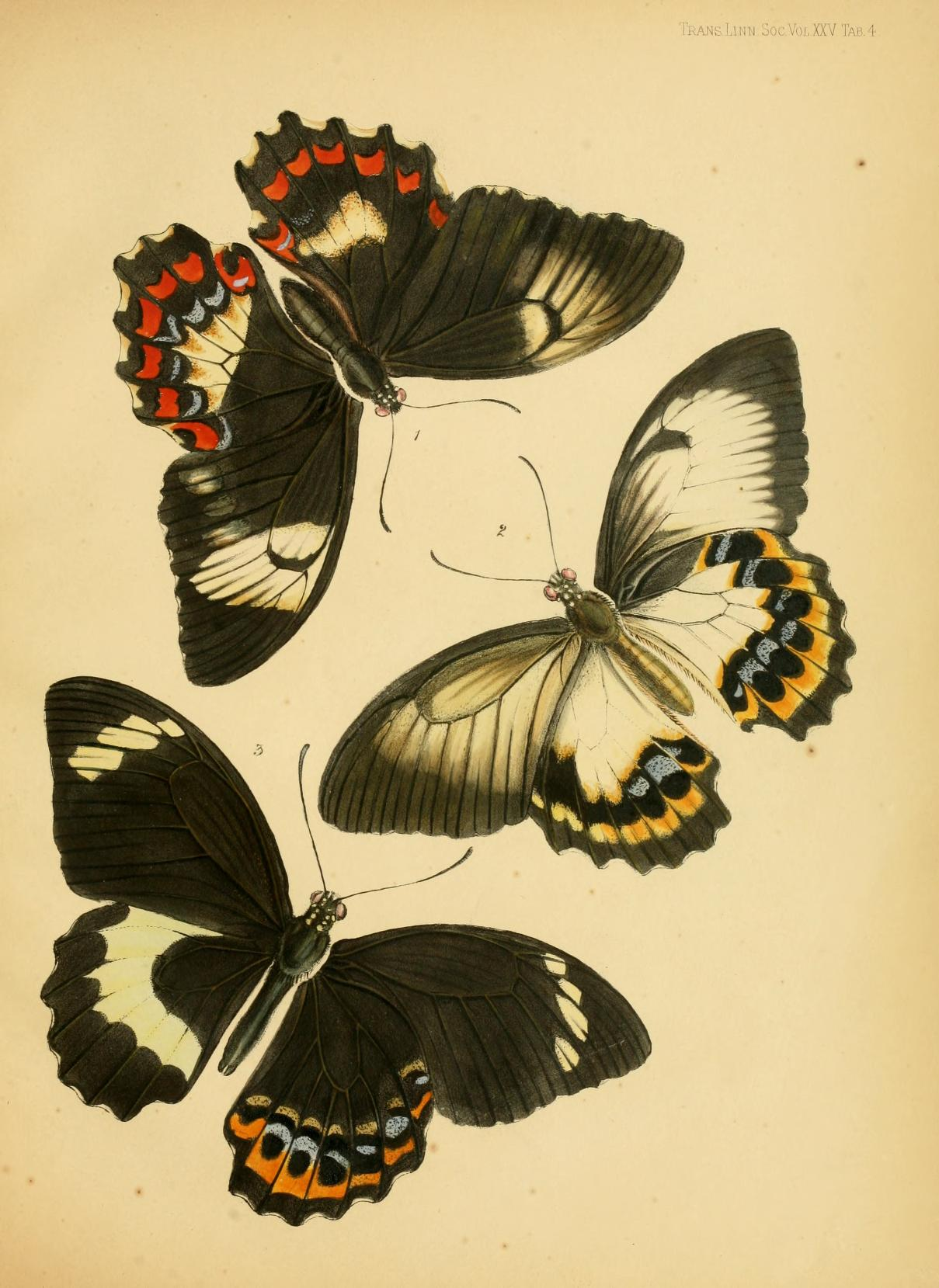